# Oda (construcción)

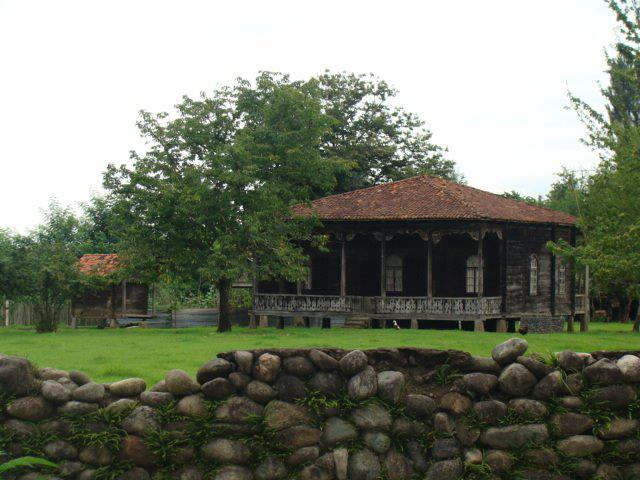
Museo Shalva Radiani en Dvabzu

La oda (en georgiano: ოდა) es un tipo de casa que se extiende principalmente en el oeste de Georgia.

## Georgia occidental
En el oeste de Georgia, se construyeron odas que eran una casas de madera de planta cuadrada con ventanas, un balcón de madera y un piso de techo (tenían de 3 a 6 habitaciones). Las odas tenía un techo de cuatro lados; usaban muletas y tejas para el techo, de pie sobre postes de piedra o madera. Hay una oda realizada en el piso de cal (cámaras), p. año Oda a las "cámaras" Este tipo de vivienda se extendió a partir de la segunda mitad del siglo XIX y reemplazó a la casa de troncos de dos pisos, que se convirtió en cocina-despensa en el nuevo complejo. Una vez que una sola sala de estar se dividió en habitaciones separadas por medio de tabiques móviles; En la solución arquitectónico-artística, la importancia principal la adquirió el balcón, en cuyo desarrollo se pueden observar 3 etapas: el tipo temprano se caracteriza por columnas abundantemente talladas de sección cuadrada con esquinas recortadas y rodeadas de escritorios. En tiempos posteriores, aparecieron columnas redondas hechas a máquina, puertas y ventanas arqueadas, desaparecieron los escritorios y se levantó una barandilla desvencijada. En la última etapa de desarrollo, los postes se volvieron más livianos y volvieron a la forma de 4 (8) ángulos; El balcón entablonado es calado, la parte superior de las columnas está cubierta, hay tarado o friso entablonado calado. Este tipo de vivienda todavía está muy extendido en el oeste de Georgia.

## Sur de Georgia
En Mesjetia-Trialetia y Iberia está certificada la existencia de varios tipos de odas como las de Ajvari (Ajori), Bosli o Takabi.
Las odas takabi están establecidos con un bossel con sus sillones y una chimenea empotrada en la pared del torso. El techo está abovedado en kybur, consiste en bobinas apiladas en ambos lados paralelas entre sí, que, a diferencia de la corona central, crean una cámara al moverse hacia el interior. Las odas takabi es una variante arquitectónica de las odas ajvari. Las vigas del techo están soportadas por columnas de pared y dos postes independientes a cada lado de la entrada, en la línea central de las viviendas. En una oda takabi, las bobinas se apilan paralelas entre sí, en pasos. 
En Yavajetia y Trialetia, la oda era la residencia principal mientras que en Mesjetia, la sala se usaba para este propósito. El foco principal de la solución artístico-arquitectónica del interior está en la pared de la chimenea, que está iluminada desde arriba por una ventana invisible. La estructura de la oda se formó en la siguiente etapa del desarrollo de la antigua vivienda georgiana de Mitsurbanian (sala) y fue trabajada por maestros lazes. Aquí el hogar ha sido sustituido por una chimenea, pero el trastero aún conserva muchos signos de la antigua vivienda.